# Hitzone 8
TMF Hitzone 8 is een verzamelalbum. Het album, onderdeel van de serie Hitzone, werd op 17 september 1999 uitgegeven door de Nederlandse muziekzender TMF. TMF Hitzone 8 belandde op de 1e plaats in de Verzamelalbum Top 30 en wist deze positie acht weken te behouden.
TMF Hitzone 8 is het best verkochte album uit de Hitzone-reeks en behaalde de verkoopstatus dubbelplatina. In de maand waarin TMF Hitzone 8 werd uitgebracht, werd er een groep criminelen opgepakt die de populaire illegale verzamelalbums HitExplosion en Braun MTV Eurocharts uitgaven.

## Nummers
| Nr. | Titel                                 | Uitvoerend artiest | Duur |
| --- | ------------------------------------- | ------------------ | ---- |
| 1.  | Bailamos                              | Enrique Iglesias   | 3:38 |
| 2.  | The Road Ahead (Miles of the Unknown) | City to City       | 4:06 |
| 3.  | Mambo No. 5 (A little bit of...)      | Lou Bega           | 3:39 |
| 4.  | The Sailor Song                       | Toy-Box            | 3:11 |
| 5.  | If Ya Gettin' Down                    | 5ive               | 2:59 |
| 6.  | Sometimes                             | Britney Spears     | 3:55 |
| 7.  | Vamos a la playa                      | Miranda            | 3:12 |
| 8.  | Super Trouper                         | ABBA*Teens         | 3:52 |
| 9.  | Blue (Da Ba Dee)                      | Eiffel 65          | 3:39 |
| 10. | Eeah Dada!                            | La Bionda          | 3:43 |
| 11. | Mi Chico Latino                       | Geri Halliwell     | 3:14 |
| 12. | Summer Love                           | T-Spoon            | 3:50 |
| 13. | Horny Horns                           | Perfect Phase      | 3:33 |
| 14. | Feel Good                             | Phats & Small      | 3:26 |
| 15. | Sing It Back                          | Moloko             | 3:35 |
| 16. | Give It to You                        | Jordan Knight      | 4:49 |
| 17. | From the Heart                        | Another Level      | 4:54 |
| 18. | Tell Me It's Real                     | K-Ci & JoJo        | 3:40 |
| 19. | Where My Girls At?                    | 702                | 2:48 |
| 20. | Het Bananenlied (bonustrack)          | De Boswachters     | 3:07 |